# Надеждин, Василий Фёдорович
Васи́лий Фёдорович Наде́ждин (12 января 1895, Москва — 19 февраля 1930, Кемь, Карелия, РСФСР) — иерей Русской православной церкви, настоятель храма во имя Святителя и Чудотворца Николая у Соломенной сторожки.
Причислен к лику святых как священномученик Василий Московский в 2000 году для общецерковного почитания.

## Биография
Родился 12 января 1895 года в Москве в семье служащего Дворцового управления Фёдора Надеждина и его супруги — Софии Павловны и был назван Василием во имя святителя Василия Великого. Василий был пятым ребёнком в семье.
Семья Надеждиных состояла в приходе Покровской церкви, находившейся в Большом Лёвшинском переулке; глава семейства многие годы был старостой этого храма, а юный Василий с четырнадцати лет пел в церковном хоре, а впоследствии регентовал, организовав хор из прихожан. Кроме того, Василий часто прислуживал родственнику (бабушка по отцу была тётей епископа Анастасия (Грибановского)).

### Образование
По окончании Заиконоспасского духовного училища, в 1910 году, Василий поступил в Московскую духовную семинарию. В 1916 году Василий успешно окончил семинарию и принял решение о поступлении в Московскую духовную академию — в начале июня 1916 года он выехал из Москвы в Кишинёв. К тому времени владыка Анастасий был переведён на Кишинёвскую кафедру, и Василий Надеждин, живя в Молдавии, готовился к вступительным экзаменам в академию.
Поступив в Московскую духовную академию, Василий на первом курсе записался в группу, изучавшую историю и обличение западных вероисповеданий. Из-за тяжёлого экономического положения в академии, вызванного Первой мировой войной, первый учебный семестр закончился 1 ноября, а следующий должен был начаться 20 февраля. В конце ноября 1916 года Надеждин был приглашён семейством графа Александра Медема в его имение — на хутор Александрия, находившееся в Хвалынском уезде Саратовской губернии, преподавать Закон Божий детям — Фёдору и Софии.
В конце февраля 1917 года Надеждин для продолжения учёбы возвратился в Сергиев Посад, а на лето вновь уехал в Саратовскую губернию; к началу нового учебного года он возвратился в Сергиев Посад. В академии сократилось число лекций и зачётов, но была введена новая программа и лекции по Новому Завету читал архимандрит Иларион (Троицкий). Весной 1919 года Московская духовная академия была закрыта.
Летом 1920 года Василий Надеждин сдал выпускные экзамены на квартире одного из преподавателей академии и получил степень кандидата богословия.

### Семья
В начале 1918 года Надеждин был помолвлен с Еленой Борисоглебской, дочерью певца Большого театра Сергея Борисоглебского, которую увидел несколькими годами раньше на одном из благотворительных концертах. Венчание состоялось 27 апреля 1919 года, в Фомино воскресенье, в Никольском храме у Соломенной сторожки. Сразу после венчания супруги уехали в Никольский Поим Пензенской губернии, где Василий преподавал математику, а Елена — музыку. В Поиме в 1920 году родился первый сын — Даниил. К моменту ареста Василия Фёдоровича в 1929 году в семье было четверо детей; пятый родился после смерти отца, в мае 1930 года, и был назван Василием. Ещё в семье были сыновья Павел и Сергей и дочь Марина.
В 1933 году Елена Надеждина была арестована и отправлена в ссылку в Саратов, но благодаря хлопотам матери оказалась в Кашире, где устроилась в школе № 1 учителем музыки и пения. Ей было разрешено взять с собой только младшего ребёнка, Василия. В начале Великой Отечественной войны Надеждиной было разрешено переехать в Москву. После окончания войны она поступила на работу в музыкальную школу Тимирязевского района, где трудилась до пенсии. Умерла она 22 ноября 1974 года; отпевание прошло в храме Илии Обыденного, похоронили её в селе Ромашково.

### Деятельность

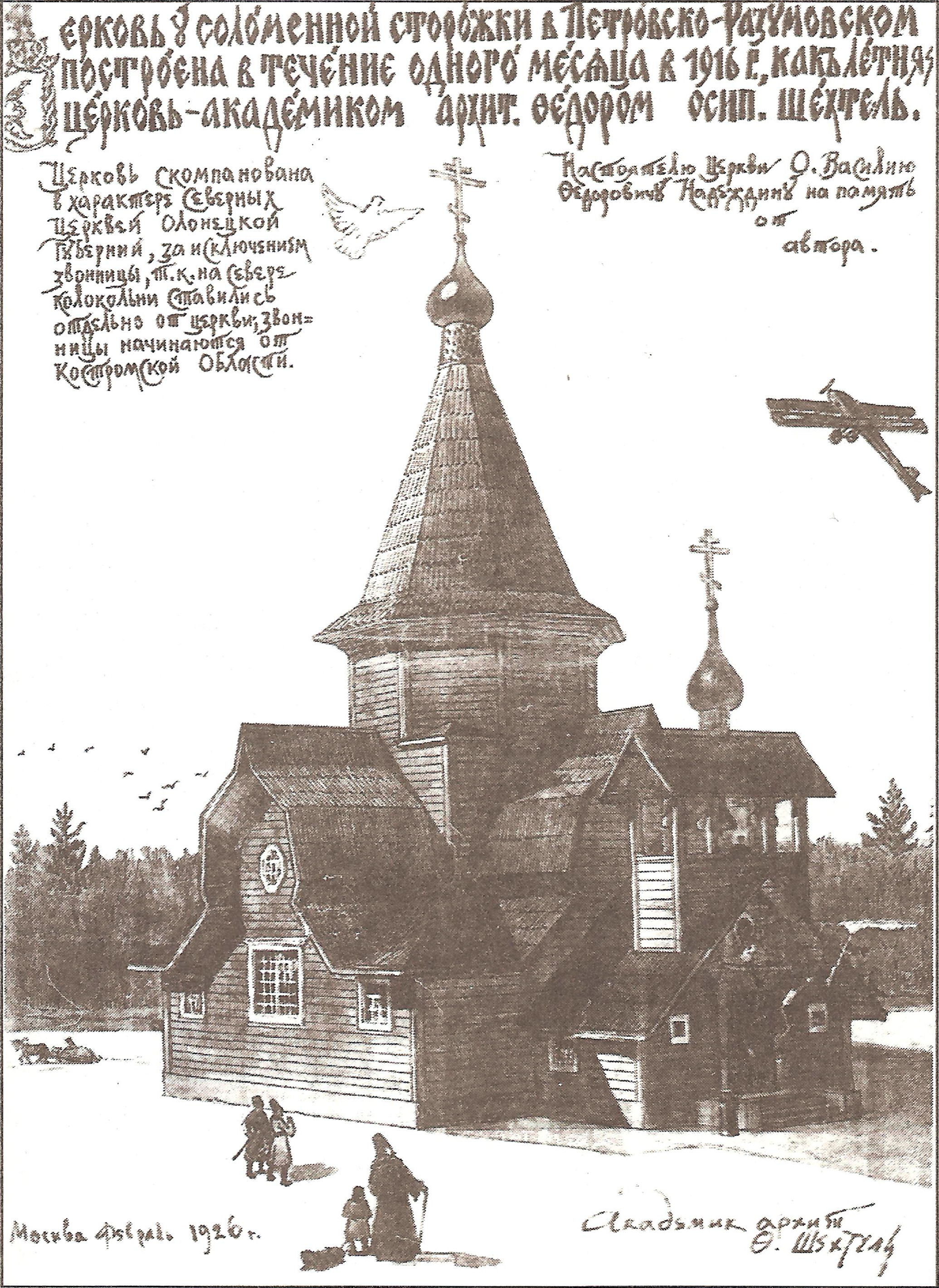
Рисунок церкви у Соломенной сторожки, подаренный Василию Надеждину Фёдором Шехтелем. 1926 год

В марте 1921 года Василий Надеждин переехал ближе к Москве и устроился счетоводом в Построечном управлении узкоколейки города Орехово-Зуево. Вскоре вместе с женой и сыном Даниилом они поселились в Петровско-Разумовском у тестя Сергея Борисоглебского.
3 июля 1921 года, в Неделю всех святых, в земле Российской просиявших, Василий Федорович был рукоположён патриархом Тихоном в дьякона, а 7 июля — в праздник Рождества Иоанна Предтечи — в иерея к храму во имя Святителя и Чудотворца Николая у Соломенной сторожки; это храм стал единственным местом священнического служения отца Василия до самого дня его ареста в 1929 году.
Когда после революции 1917 года было запрещено преподавание в школах Закона Божия и в Петровско-Разумовской академии закрыли храм, группа её профессоров и преподавателей обратилась к Василию Надеждину «с просьбой заняться религиозно-нравственным воспитанием их детей… Отец Василий живо откликнулся на просьбу профессоров академии. Он создал… молодёжный хор, поющий на правом клиросе храма… учил девушек и юношей не только церковному пению, но и церковной службе, разбирал основные вопросы вероучения, ходил с ними и на концерты классической музыки, читал и обсуждал литературные произведения. Для маленьких детей в доме отца Василия обязательно проводились запрещённые тогда рождественские елки… Отец Василий был прекрасным проповедником. Его любимое время для проповедей было в субботу на утрене после шестопсалмия… Он не отшлифовывал своих проповедей, но говорил живо и убеждённо, часто выступая против безверия».
Школа была устроена в доме Клушанцевых на Михалковской улице. Отец Василий преподавал Закон Божий и общеобразовательные предметы.
Из-за слабого здоровья (туберкулёз) отцу Василию приходилось иногда ездить отдыхать и лечиться в Никольский Поим и в Башкирию — на кумыс.

### Ссылка и мученическая кончина
28 октября 1929 года отец Василий был арестован и помещён в Бутырскую тюрьму (в тюрьме отец Василий встретился с отцом Сергием Мечёвым, которого хорошо знал) и 1 ноября был допрошен старшим уполномоченным шестого отделения Секретного отдела ОГПУ А. В. Казанским. Отец Василий был отправлен в ссылку на три года в Соловецкий лагерь особого назначения, но в связи с тем, что навигация была уже закрыта, оставлен до весны в Кеми.
В декабре 1929 года заболевшего тифом заключённого перевели в лагерный лазарет, а на его место в бараке перевели отца Василия. Вскоре отец Василий тоже заболел сыпным тифом. В санчасти ему с уколом внесли инфекцию — началась гангрена. Охваченный смертельным предчувствием, как только его поместили на место больного тифом, отец Василий 24 декабря 1929 года написал свое письмо-завещание.

…Первое слово к тебе, моя дорогая, любимая, единственная Элинька, моя Ленуся! Прежде всего, благословляю тебя за твою верную любовь, за твою дружбу, за твою преданность мне, за твою неисчерпаемую нежность — неувядающую свежесть любовных отношений, за твою умную чуткость ко всему моему, за твои подвиги и труды, связанные с пятикратным материнством, за все лишения, связанные с твоим замужеством, наконец, за все эти последние слезы разлуки после моего ареста…
Да воздаст тебе Господь за все, да вознаградит тебя любовь наших детей, любовь моих печальных родителей (если они переживут меня), моих братьев и сестер, всех моих друзей.
Увы, я так мало любил тебя за последние годы, так мало принадлежал тебе духовно; благодарю тебя за наши последние встречи в Ильинском, на Сенеже; благодарю тебя за то, что ты удержала меня при себе и просила не торопиться переезжать на новую квартиру. Как хорошо нам было вместе в нашей кают-компании!
Как ярко вспоминаю я наш уют, наш светлый мир, наше семейное счастье, тобою созданное и украшенное! Десять лет безоблачного счастья! Есть что вспомнить! есть за что следует горячо благодарить Бога.
И мы с тобой должны это сделать… во всяком случае — и в том, если ты уже меня не увидишь на этом свете… Да будет воля Божия! Мы дождемся радостного свидания в светлом царстве любви и радости, где уже никто не сможет разлучить нас, — и ты расскажешь мне о том, как прожила ты жизнь без меня, как ты сумела по-христиански воспитать наших детей, как ты сумела внушить им ужас и отвращение к мрачному безбожному мировоззрению и запечатлеть в их сердцах светлый образ Христа.
Прошу тебя, не унывай, я буду с тобой силою моей любви, которая «никогда не отпадает».
Мое желание: воспитай детей церковно и сделай их образованными по-европейски и по-русски; пусть мои дети сумеют понять и полюбить книги своего отца и воспринять ту высокую культуру, которой он дышал и жил. Приобщи их к духовному опыту и к искусству, какому угодно, лишь бы подлинному. Кто-то из моих сыновей должен быть священником, чтобы продолжать служение отца и возносить за него молитвы. Ведь я так мало успел сделать и так много хотел! Элинька, милая моя!
Если бы ты знала, если бы знали люди, как мне легко было любить, и как я был счастлив чувствовать себя в центре любви, излучающейся от меня и ко мне возвращающейся. Как мне сладко было быть священником! Да простит мне Господь мои слабости и грехи по вашим святым молитвам!
Благодарю тебя за твою музыку, за музыку души твоей, которую я услышал. Прости, родная! Мир тебе. Люблю тебя навсегда, вечно…

Матушке разрешили приехать к умирающему мужу.
Перед кончиной 19 февраля 1930 года, наступившей в день рождения его жены, отец Василий сподобился принятия Святых Христовых Тайн. Начальник лагеря разрешил его жене Елене молиться ночью рядом с умершим мужем и предать его тело погребению. Со временем место могилы отца Василия было утрачено и сейчас неизвестно.

## Канонизация
Причислен к лику святых новомучеников и исповедников Российских для общецерковного почитания деянием Юбилейного Архиерейского собора Русской православной церкви, проходившего 13—16 августа 2000 года в Москве.
День памяти: 6 (19) февраля и в Соборе новомучеников и исповедников Российских.

## Проповеди
- Слово к молодежи на сайте Православие и Мир
- Слово на Сретение Господне (часть 1) на сайте Православие и Мир
- Слово на Сретение Господне (часть 2) на сайте Православие и Мир

## Гимнография
Тропарь, Глас 2- й

Кротким нравом Христовым измлада украшенный, заповеди Божия возлюбив всею душею и всем сердцем, явился еси пастве твоей пастырь добрый, якоже и Бог Спас наш, душу твою полагаяй за овцы твоя. Моли Человеколюбца Бога, отче священномучениче Василие, спастися душам нашим.

Кондак, Глас 2-й

О славе Божией и вере православной ревнуя, отче священномучениче Василие, священническое служение на земле достойно совершил еси, с радостию и благодарением престолу Божию предстоя и паству твою наставляя. Незлобив сый н кроток, пред мучители явился еси адамант твёрдый, и славя Христа, из узилища мрачнаго в вожделенныя горния обители отшел еси. Темже ныне, в лице святых мучеников Триединаго Бога воспевая, огради нас, любовию тебе чтущих, молитвами твоими.